# Circuit alemany de l'entramat de fusta

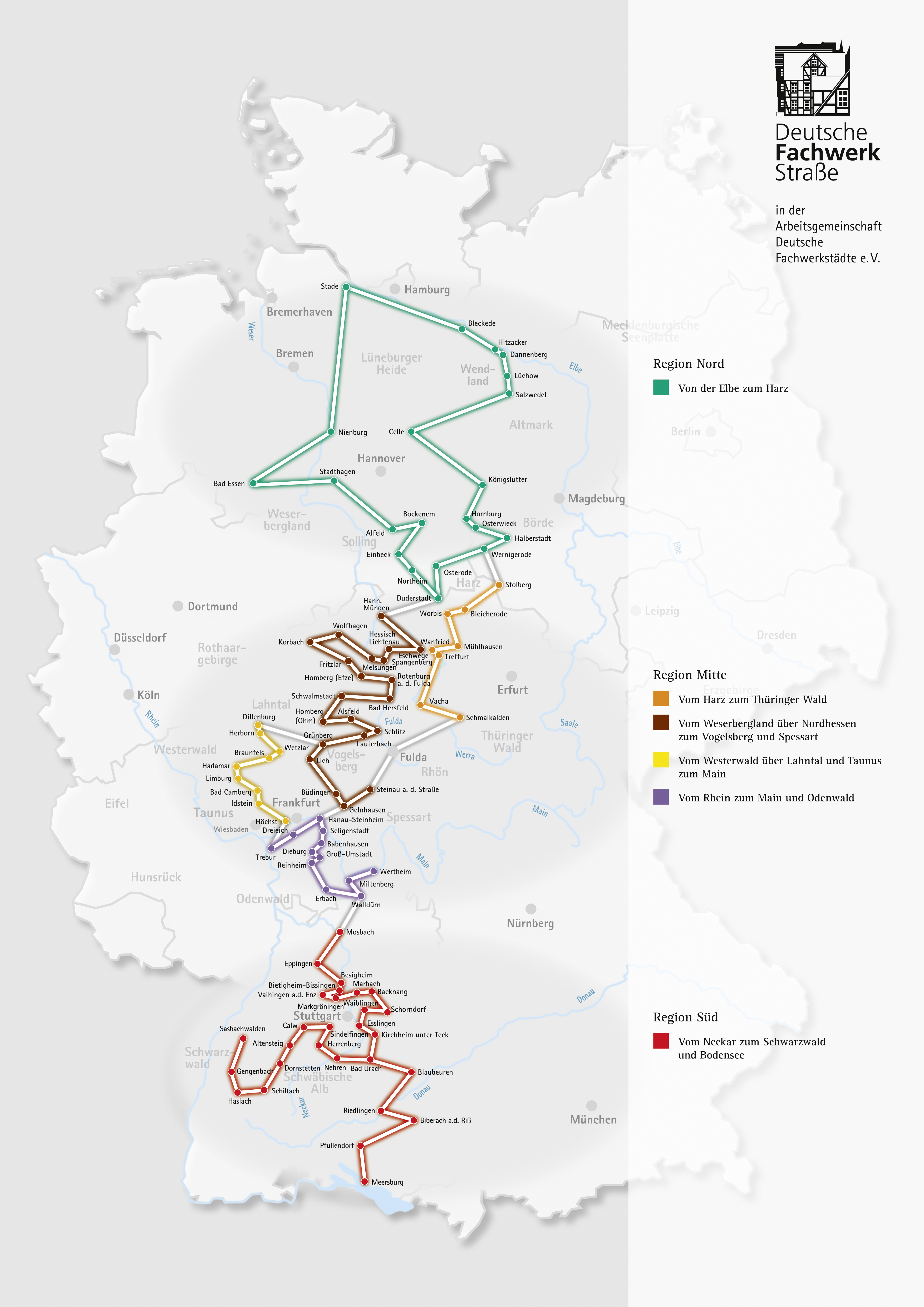
Mapa del circuit

El circuit alemany de l'entramat de fusta o, en alemany, la Deutsche Fachwerkstraße és un circuit turístic alemany que travessa el país des de la desembocadura de l'Elba al nord cap al llac de Constança al sud, que va crear-se el 1990. Connecta ciutats i municipis amb edificis amb entramat de fusta destacables. Conté set etapes regionals als estats de Baixa Saxònia, Saxònia-Anhalt, Hessen, Turíngia, Baviera i Baden-Württemberg. Totes les etapes juntes fan uns 3.000 quilòmetres.

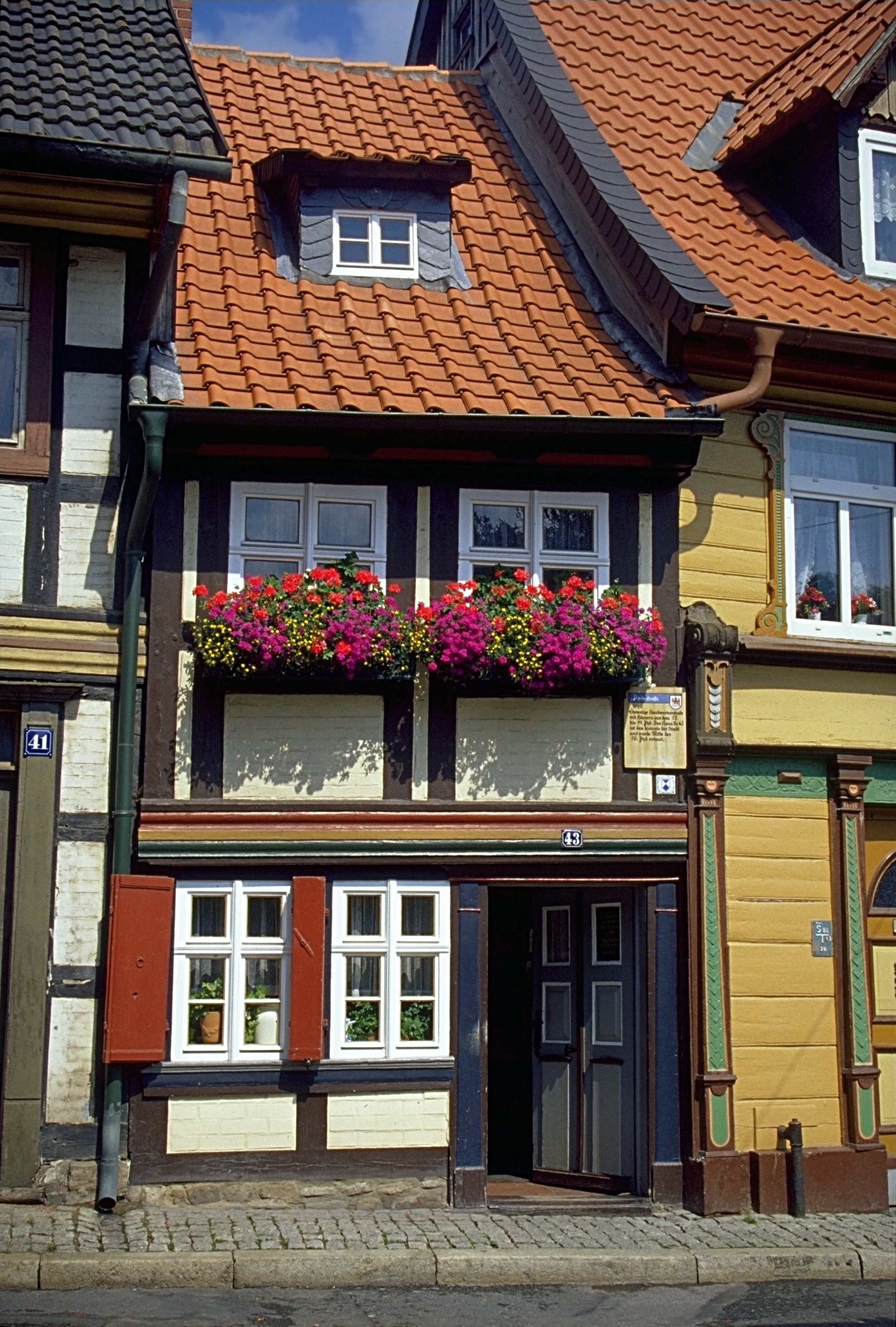
Petita casa a entramat de fusta a Wernigerode

La fundació ARGE-Deutsche Fachwerkstraße va crear-se el 1975 amb la finalitat de conservar l'heretatge divers d'aquest mètode de construcció. Per a sensibilitzar el públic sobre aquest patrimoni es va crear el circuit, al qual el 2011 ja varen afiliar-se 97 indrets.

## Els set trams regionals
- Des de l'Elba cap al Weserbergland (circuit blau)

Stade - Nienburg al Weser - Bad Essen - Stadthagen - Alfeld - Einbeck - Northeim
- De la vall de l'Elba cap al serrat de l'Harz (circuit rogenc)

Bleckede - Hitzacker - Dannenberg - Lüchow - Salzwedel - Celle - Königslutter - Wolfenbüttel - Hornburg - Bockenem - Osterwieck - Halberstadt - Wernigerode - Osterode - Duderstadt
- Del Weserbergland per Nordhessen cap al Vogelsberg i Spessart (circuit marró)

Hannoversch Münden - Eschwege - Hessisch Lichtenau - Spangenberg - Melsungen - Wolfhagen - Bad Arolsen - Korbach - Fritzlar - Homberg (Efze) - Rotenburg an der Fulda - Bad Hersfeld - Schwalmstadt - Alsfeld - Schlitz - Lauterbach - Grünberg - Lich - Butzbach - Büdingen - Gelnhausen - Steinau an der Straße
- Del serrat del Harz cap al bosc de Turíngia (circuit color taronja)

Stolberg - Bleicherode - Worbis - Mühlhausen - Wanfried - Treffurt - Vacha - Schmalkalden
- De la vall del Lahn cap al Rheingau (circuit groc)

Dillenburg - Herborn - Wetzlar - Braunfels - Hadamar - Limburg - Bad Camberg - Idstein - Eltville
- Del Rin cap al Main i Odenwald (circuit lilà)

Trebur - Dreieich - Hanau-Steinheim - Seligenstadt - Babenhausen - Dieburg - Groß-Umstadt - Wertheim - Miltenberg - Walldürn - Erbach - Reichelsheim
- Del Neckar cap a la selva Negra i el llac de Constança (circuit vermell)

Mosbach - Eppingen - Besigheim - Bietigheim-Bissingen - Vaihingen an der Enz - Markgröningen - Marbach - Backnang - Waiblingen - Schorndorf - Esslingen - Kirchheim unter Teck i Bad Urach, on el circuit es bifurca en un tram occidental cap a la selva Negra i un tram meridional cap al llac de Constança:
- - Oest: cap a Herrenberg - Calw - Altensteig - Dornstetten - Schiltach - Haslach
  - Sud: cap a Blaubeuren - Riedlingen - Biberach an der Riß - Pfullendorf - Meersburg

## Galeria

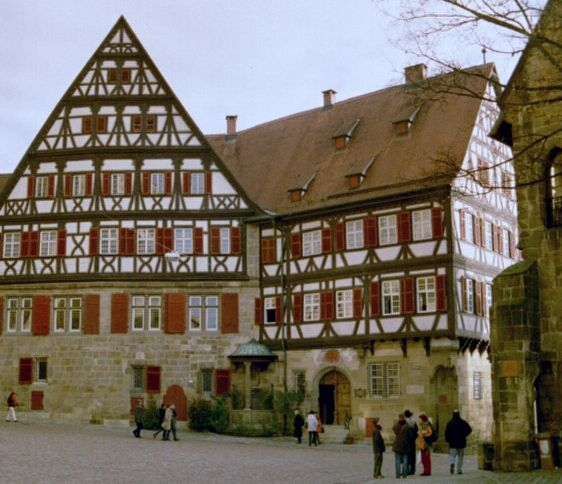
Speyrer Zehnthof a Esslingen am Neckar (Kesslerhaus)
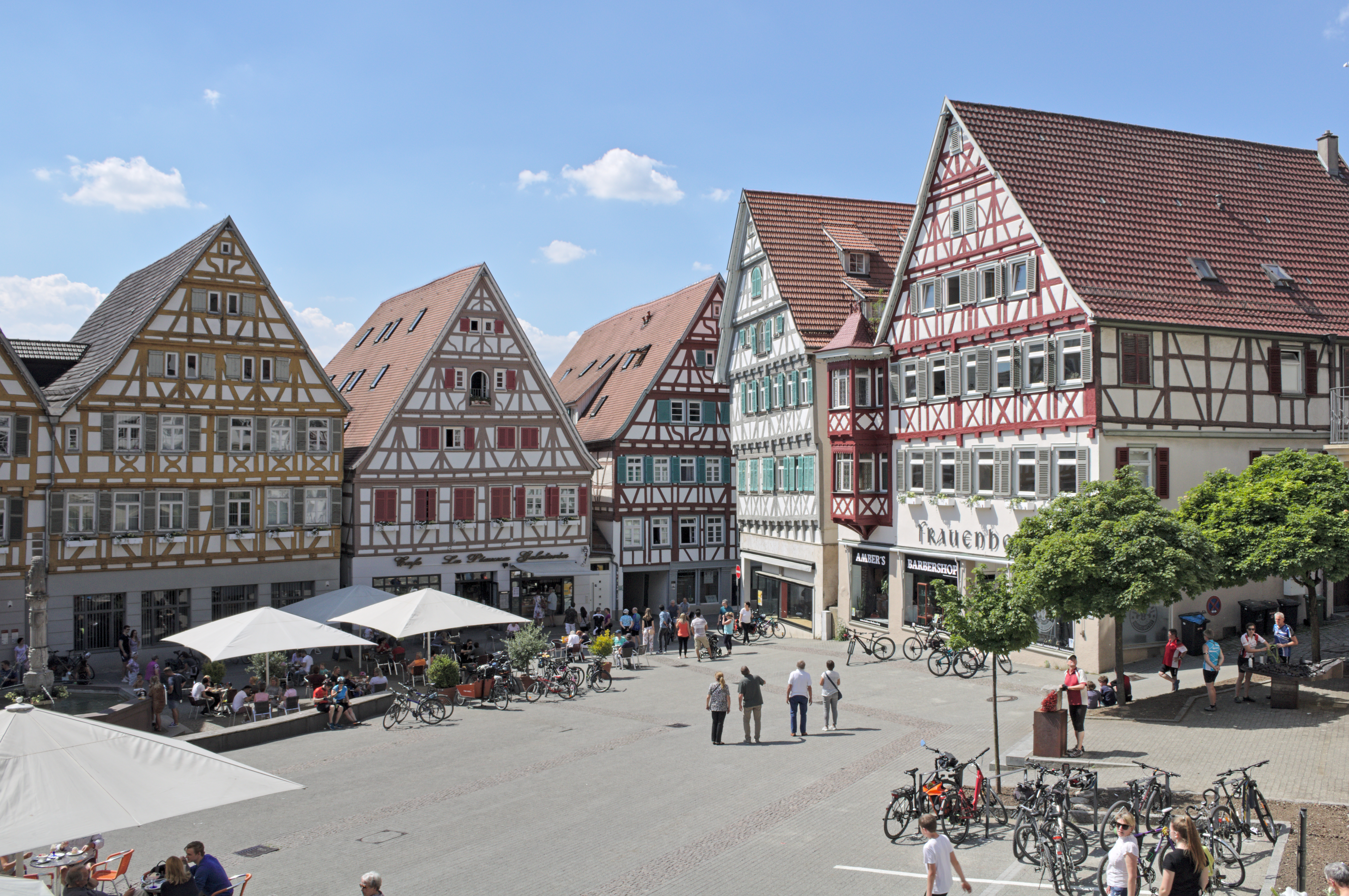
Marktplatz Herrenberg
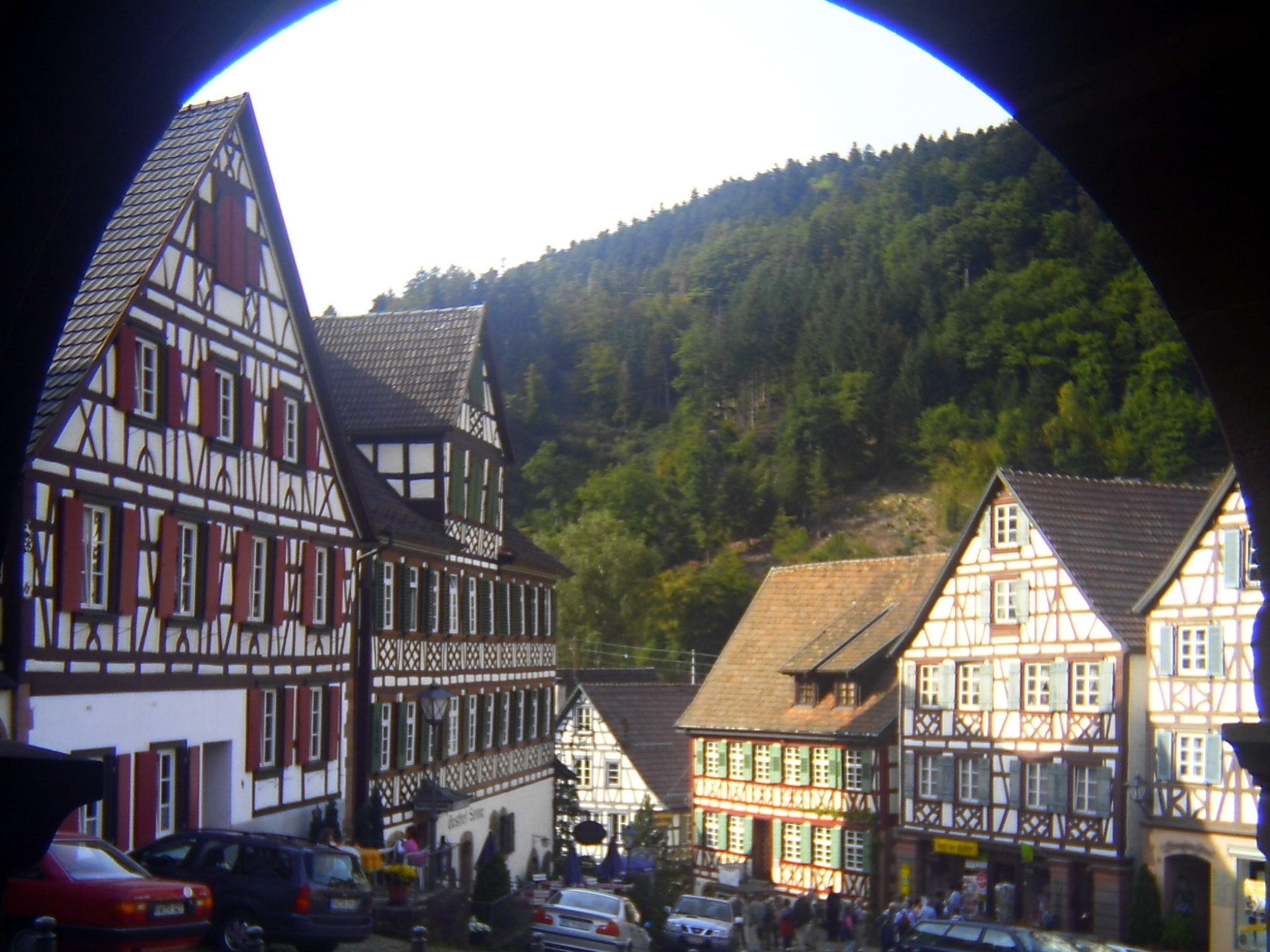
Marktplatz Schiltach a la selva Negra
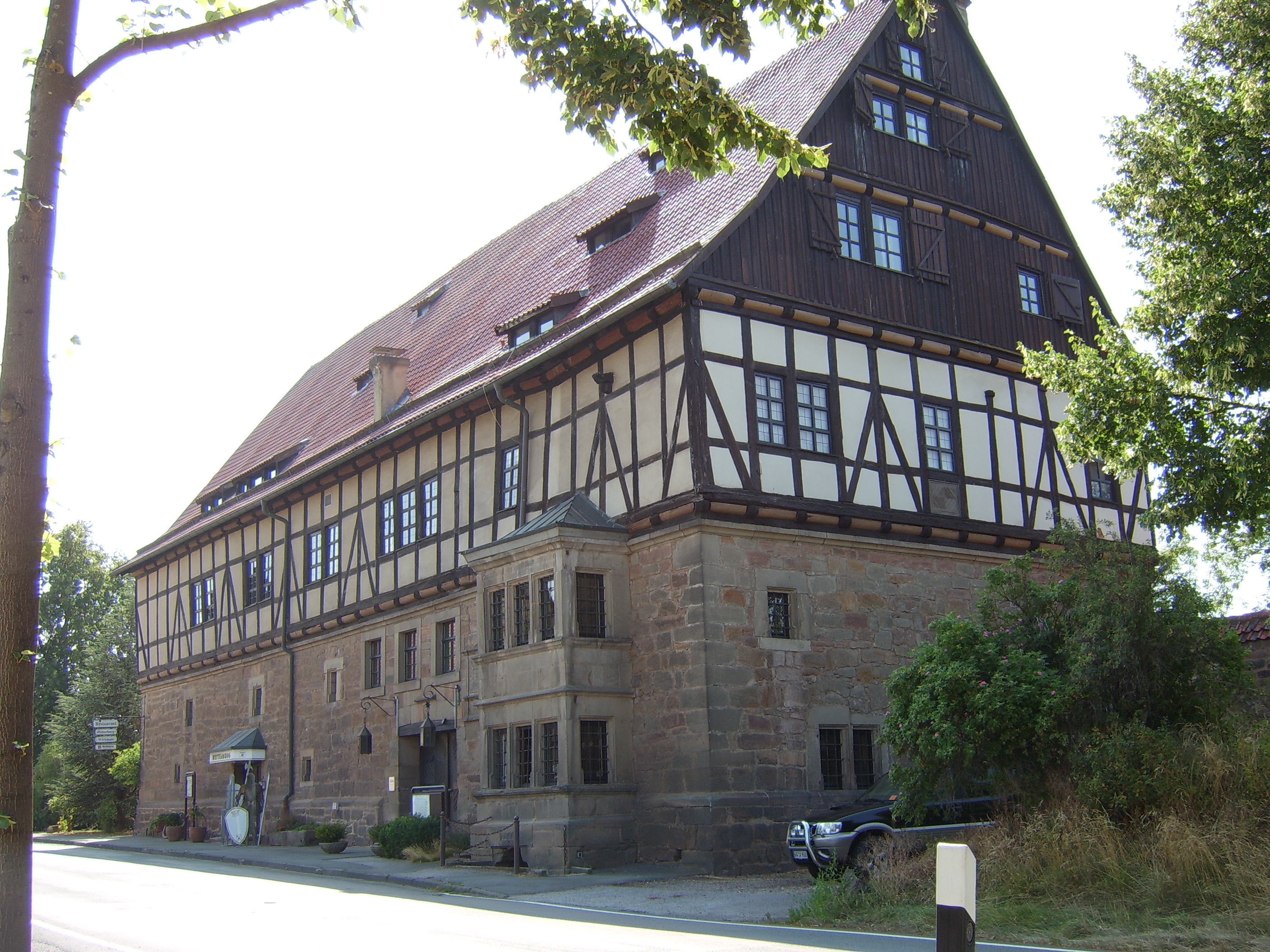
El castell Wetterburg al costat de Bad Arolsen.
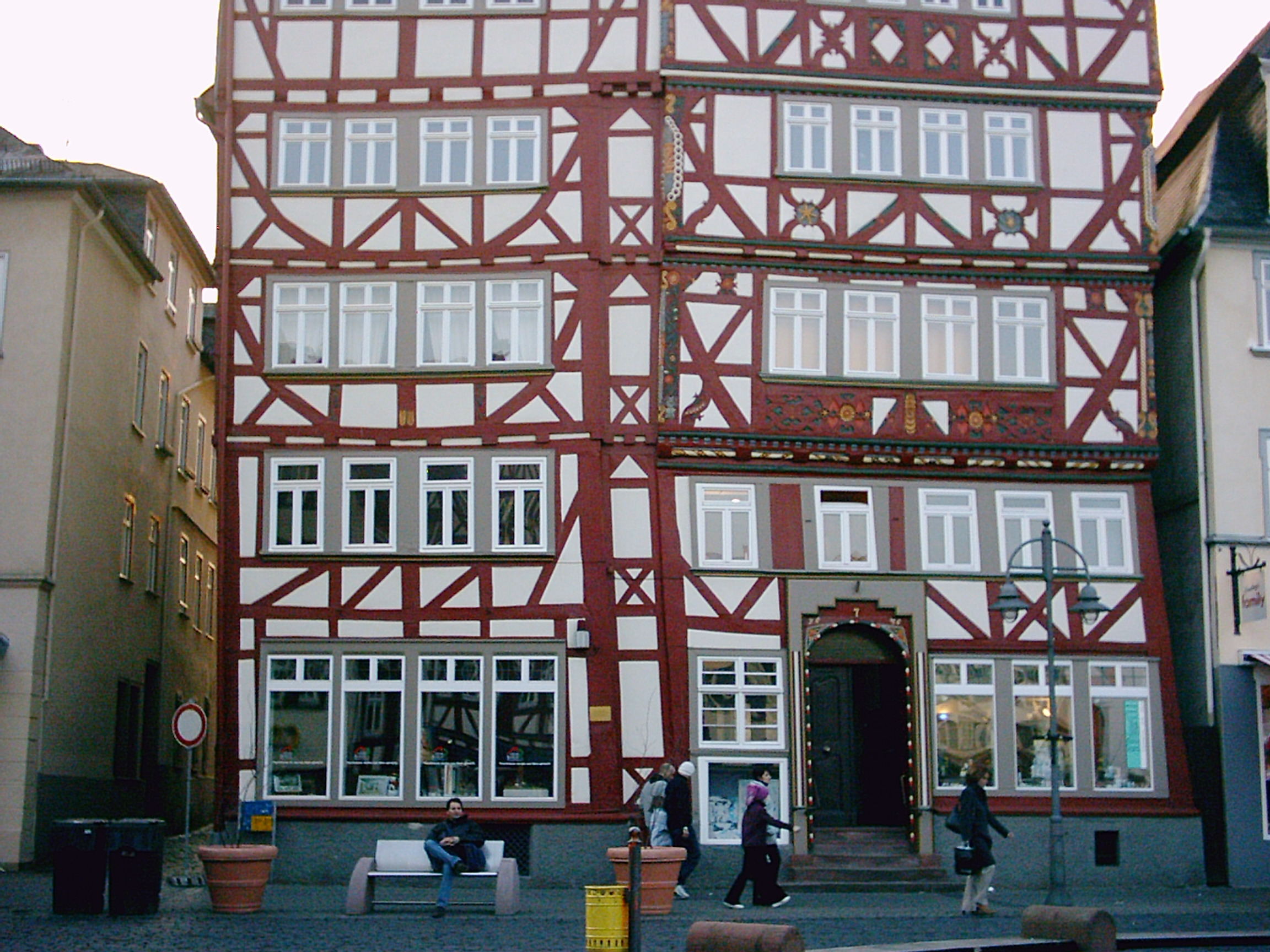
Casa a la plaça del mercat de Butzbach del segle XVI
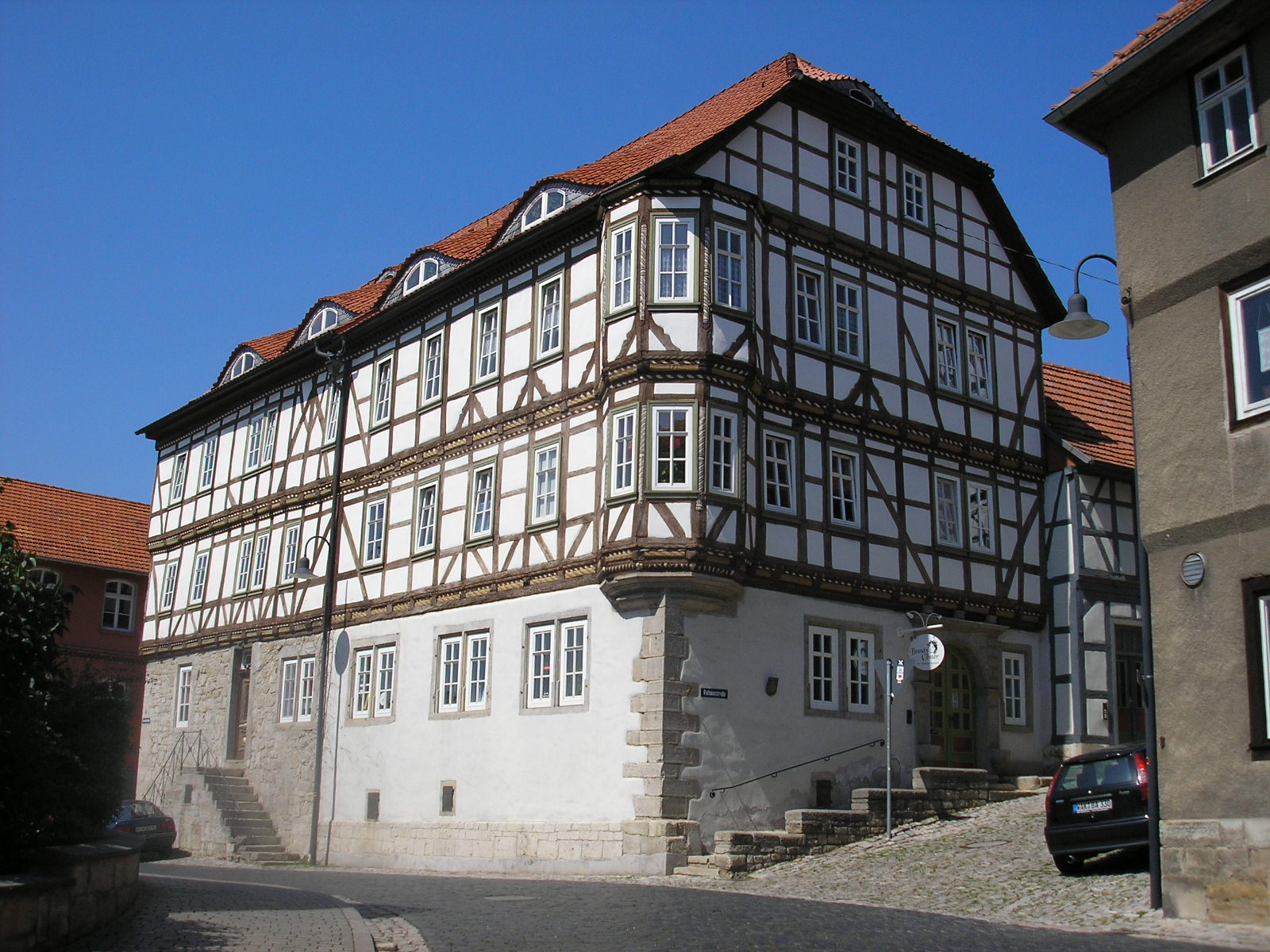
Ohrfeigenhaus a Treffurt
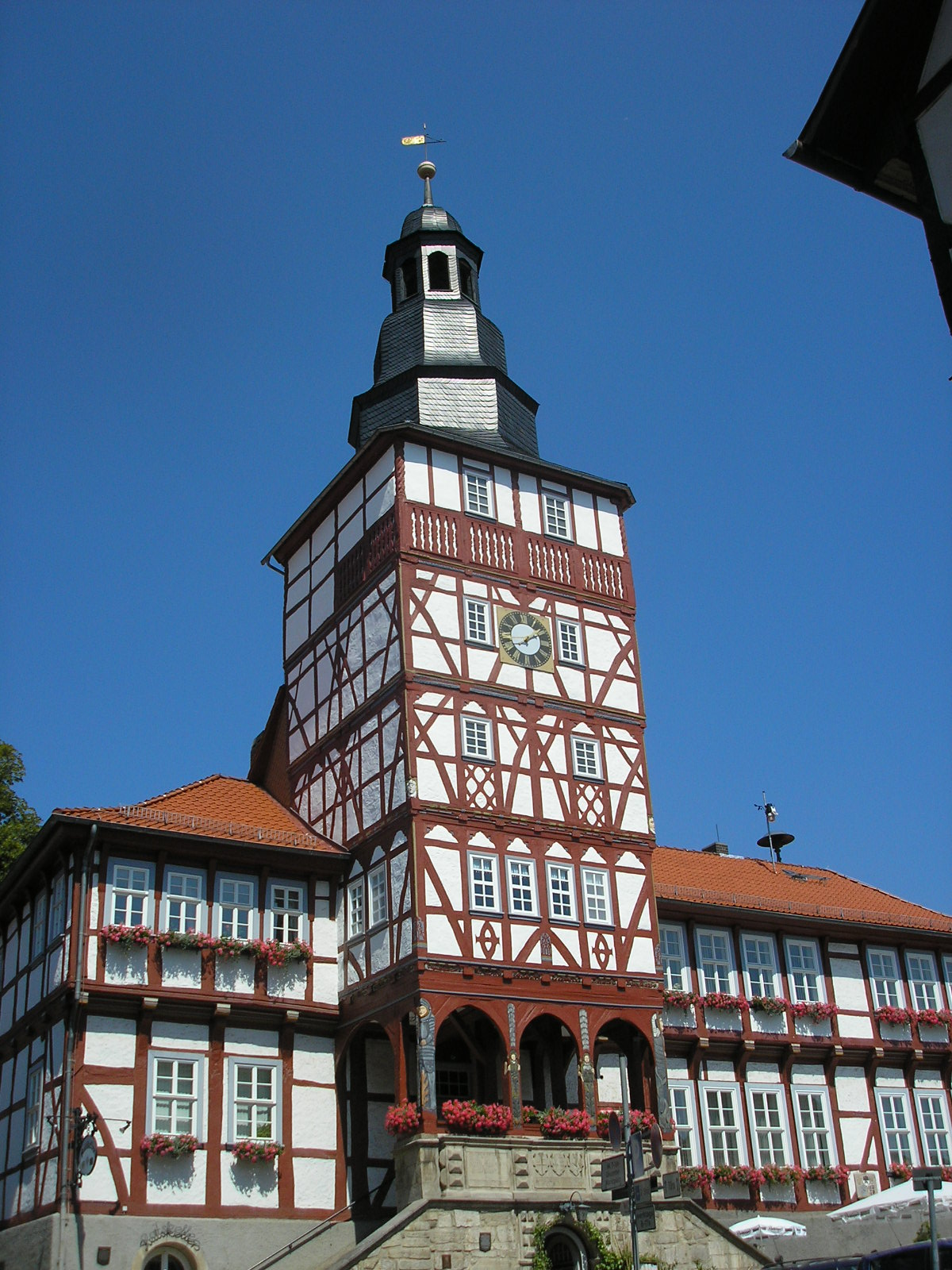
Ajuntament de Treffurt
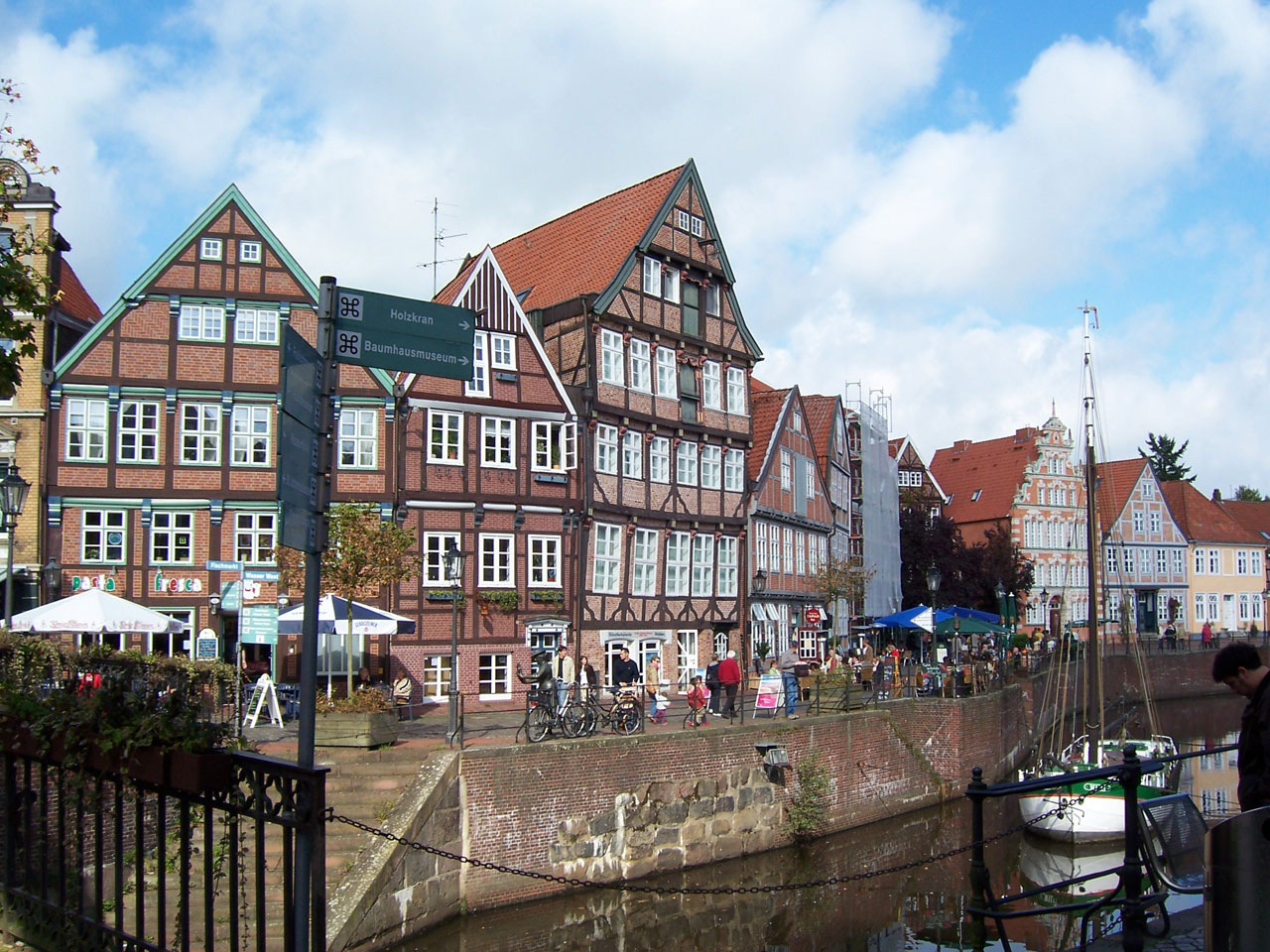
Conjunt de cases amb entramat de fusta al vell port hanseàtic de Stade